# Jeff VanderMeer
Jeffrey Scott VanderMeer (n. 7 iulie 1968) este un scriitor, editor și profesor american. A câștigat premiile BSFA, World Fantasy, Nebula și a fost finalist al premiului Hugo.
Este cunoscut în special pentru contribuția adusă curentului New Weird și pentru poveștile despre orașul Ambergris, prezente în cărți ca City of Saints and Madmen. În 2014 a publicat trilogia Southern Reach.

## Biografie
Jeff VanderMeer s-a născut în Bellefonte, Pennsylvania, dar și-a petrecut cea mai mare parte a copilăriei în insulele Fiji, unde părinții săi au lucrat pentru Peace Corps. Această ședere, alături de călătoria înapoi spre State - făcută prin Asia, Africa și Europa - l-a influențat mult.
În 2003, Jeff s-a căsătorit cu Ann Kennedy, pe atunci editor la Buzzcity Press și la revista Silver Web. Ann Vandermeer a fost editor al revistei Weird Tales și este un antologator și editor respectat. Familia VanderMeer locuiește în Tallahassee, Florida.
În afara scrisului și a activității de editor, Jeff VanderMeer s-a implicat și în cursurile de scriere creativă. Unul dintre proiectele în care este implicat se numește Shared Worlds, un program anual de două săptămâni care-și dorește să-i învețe pe adolescenți scrierea creativă. VanderMeer a predat și la Clarion Workshop, precum și la Trinity Prep School. În afara predării, VanderMeer a redactat și ghiduri de scriere creativă, cum ar fi Wonderbook - cu care a câștigat premiul BSFA, premiul Locus și a fost nominalizat la premiul Hugo și premiul World Fantasy.

## Cariera scriitoricească
Cărțile lui VanderMeer au fost traduse în peste douăzeci de limbi. Cel mai mare succes comercial l-a cunoscut City of Saints and Madmen, volum a cărui acțiune se petrece în orașul imaginar Ambergris.
VanderMeer este fondatorul și editorul companiei Ministry of Whimsy Press care, de curând, a cunoscut o întrerupere a activității. La ora actuală a devenit parte a Wyrm Publishing. Una dintre cărțile publicate de Ministry, The Troika de Stepan Chapman, a câștigat premiul Philip K. Dick în 1998.
Recenziile și eseurile lui VanderMeer au apărut în The Washington Post Book World, Publishers Weekly și în alte publicații. Autorul scrie editoriale periodice pentru blogul de cultură Amazon, a făcut parte din juriul unor premii (printre care se numără premiul Eisner) și a fost invitat de onoare la diverse evenimente, cum ar fi  Brisbane Writers Festival, Finncon-ul din Helsinki și conferința anuală American Library Association.
VanderMeer a colaborat la un proiect de ecranizare a romanului său Shriek - a cărei coloană sonoră a fost asigurată de formația rock The Church - precum și la animația Play Station realizată de Joel Veitch după povestirea sa "A New Face in Hell". De asemenea, a lucrat la un scurt metraj bazat pe povestirea sa "The Situation" și a scris un roman a cărui acțiune face parte din universul Predator, Predator: Teroare în junglă.
În afara carierei scriitoricești, VanderMeer s-a evidențiat și în munca de antologator, în care a colaborat de multe ori cu soția sa, Ann VanderMeer, câștigătoare a unui premiu Hugo pentru antologia Weird Tales. Printre colaborările celor doi se numără New Weird (un volum de povestiri ale autorilor curentului New Weird), Last Drink Bird Head (un proiect caritabil), The Weird, Time Traveler's Almanac (o antologie a ficțiunii legată de călătoria în timp), Fast Ships, Black Sails (care cuprinde aventuri cu pirați), precum și o serie de antologii steampunk.  The Thackery T. Lambshead Pocket Guide to Eccentric & Discredited Diseases este una dintre cele mai faimoase antologii ale sale, tipărindu-se încă și în ziua de azi. VandeerMeer a realizat introducerea celui de-al doilea roman grafic al lui Ben Templesmith, Wormwood: Gentleman Corpse.
Romanul Finch a fost nominalizat în 2009 la premiul Nebula pentru cel mai bun roman. Pentru această carte, VanderMeer a abordat formația rock Murder By Death pentru o coloană sonoră care să însoțească lansarea unei ediții limitate a volumului, care a avut loc în octombrie 2009.

### Trilogia Southern Reach
În 2014,  Farrar, Straus and Giroux au publicat o nouă serie scrisă de Jeff VanderMeer, intitulată trilogia Southern Reach. Primul volum, Anihilare, a apărut în februarie 2014, iar al doilea, Autoritate, pe 6 mai același an. Ultimul volum, Acceptare, a fost lansat în septembrie 2014. Autorul și editorul au convenit să lanseze romanele într-o succesiune rapidă, care să se întindă pe doar 8 luni. Seria a fost primită bine de critică. Slate a numit-o „una dintre cele mai lipsite de compromisuri serii, care face cinste genului”, în timp ce autori ca Stephen King au lăudat-o ca fiind „înspăimântătoare și fascinantă”. Atât Authority, cât și Acceptance au ajuns pe lista celor mai bine vândute cărți broșate publicată de New York Times.

## Premii
Jeff VanderMeer a fost nominalizat la premiul World Fantasy de 14 ori. El a câștigat NEA-funded Florida Individual Writers’ Fellowship, precum și premiul francez Le Cafard Cosmique France și premiul finlandez Tähtifantasia, ambele pentru City of Saints. A fost finalist al premiilor Hugo, Bram Stoker, International Horror Guild sau Philip K. Dick Award. Romane ca Veniss Underground și Shriek: An Afterword au intrat pe lista anuală a celor mai bune cărți pe Amazon.com, The Austin Chronicle, The San Francisco Chronicle și Publishers Weekly.
Alte premii:
- 2000 – premiul World Fantasy pentru nuvela The Transformation of Martin Lake[25]
- 2003 – premiul World Fantasy pentru antologia Leviathan 3 (cu Forrest Aguirre)
- 2009 – nominalizare la  premiul World Fantasy pentru Finch [26]
- 2009 – nominalizare la premiul Nebula pentru cel mai bun roman pentru Finch
- 2012 – premiul World Fantasy pentru antologia The Weird (cu Ann VanderMeer)
- 2013 – premiul BSFA pentru cea mai bună operă de non-ficțiune pentru Wonderbook[27]
- 2013 – premiul Locus pentru cea mai bună operă de non-ficțiune pentru Wonderbook
- 2013 – nominalizare la premiul Hugo pentru Wonderbook
- 2013 – nominalizare la premiul World Fantasy pentru Wonderbook

### SF
Seria Ambergris
- Dradin, In Love (1996)
- The Hoegbotton Guide to the Early History of Ambergris, by Duncan Shriek (1999)
- City of Saints and Madmen: The Book of Ambergris (2001) - volum de povestiri, reeditat în versiuni extinse în 2002 și 2004
- Shriek: An Afterword (2006)
- Finch (2009)

Trilogia Southern Reach
- Annihilation (2014)

ro. Anihilare - editura Trei 2014
- Authority (2014)
- Acceptance (2014)
- Area X: The Southern Reach Trilogy (2014) - ediție omnibus

Alte romane
- Veniss Underground (2003)

ro. Veniss Underground - editura Tritonic 2006
- Predator: South China Seas (2008)

ro. Predator: Teroare în junglă - editura Millennium Books 2009
Alte volume de povestiri
- The Book of Frog (1989)
- The Book of Lost Places (1996)
- The Day Dali Died (2003)
- Secret Life (2004)
- VanderMeer 2005 (2005)
- Secret Lives (2006)
- The Surgeon's Tale and Other Stories (2007) - cu Cat Rambo
- The Third Bear (2010)

### Non-ficțiune
- Why Should I Cut Your Throat? (2004)
- Booklife: Strategies and Survival Tips for the 21st Century Writer (2009)
- The Steampunk Bible (2010) - în colaborare cu S. J. Chambers
- Monstrous Creatures: Explorations of Fantasy through Essays, Articles & Reviews (2011)
- Wonderbook: The Illustrated Guide to Creating Imaginative Fiction (2013)

### Alte proiecte
- The Kosher Guide to Imaginary Animals (2010) - cu Ann VanderMeer

### Antologii editate
- Leviathan 1 (1994) - cu Luke O'Grady
- Leviathan 2 (1998) - cu Rose Secrest
- Leviathan 3 (2002) - cu Forrest Aguirre
- Album Zutique (2003)
- The Thackery T. Lambshead Pocket Guide to Eccentric & Discredited Diseases (2003) - cu Mark Roberts
- The New Weird (2007) - cu Ann VanderMeer

ro. New Weird - editura Millennium Books 2008
- Best American Fantasy (2007) - cu Ann VanderMeer
- Best American Fantasy: v. 2 (2008) - cu Ann VanderMeer
- Last Drink Bird Head (2008)
- Steampunk (2008) - cu Ann VanderMeer
- Fast Ships, Black Sails (2009) - cu Ann VanderMeer
- Steampunk II: Steampunk Reloaded (2010)
- The Thackery T. Lambshead Cabinet of Curiosities (2011) - cu Ann VanderMeer
- The Weird (2012) - cu Ann VanderMeer
- The Time Traveler's Almanac (2014) - cu Ann VanderMeer
- Sisters of the Revolution: A Feminist Speculative Fiction Anthology (2015) - cu Ann VanderMeer